# Péter Esterházy
Péter Esterházy de Galánta (Budapest, 14 de abril de 1950-ibídem, 14 de julio de 2016) fue un escritor húngaro, miembro de la familia aristocrática Esterházy; tuvo el título nobiliario de conde.

## Biografía
Hijo primogénito del conde Matías (Mátyás Benedek Esterházy de Galánta) y de su esposa Magdalena (Magdolna Irén Mányoki), estudió en el Gymasium Piarista y después matemáticas en la universidad ELTE de Budapest (1969-1974). Trabajó como matemático hasta 1978, año en que se dedicó solo a la literatura (sus primeros textos habían aparecido en publicaciones literarias en 1974).
Su obra más conocida es Armonías celestiales (2000, publicada en España en 2003), en la que a través de la figura del padre recorre la historia de la familia Esterházy, una de las "cruciales de Centroeuropa", y al hacerlo desde el Imperio austrohúngaro hasta el comunismo narra la historia de Hungría. Explica que no lo ha hecho por nostalgia ni por prepotencia: "Lo he hecho porque puede ayudar a que en mi país se hable del pasado". En esa novela le erigió un auténtico monumento a su padre, que se desplomó cuando obtuvo permiso para ver el material referente a su familia en la Oficina de Historia Contemporánea, que había pedido para averiguar si lo habían espiado en los años de la República Popular de Hungría: en las carpetas que le entregaron, en lugar de informes sobre su persona o su familia, reconoció de inmediato la letra de su padre Mátyás, que con el seudónimo de Csanádi había dado informes entre 1957 y 1980 como colaborador de la policía secreta. El escritor optó entonces por escribir otra obra, titulada Versión corregida.
Sus libros se han traducido a más de 20 idiomas y ha recibido numerosos premios en distintos países. Era miembro de varias academias, como la Alemana de la Lengua y la Poesía (Darmstadt), la de Artes de Berlín y la Europea de Ciencias, Artes y Letras. Era apasionado del fútbol y contaba orgulloso que uno de sus hermanos menores, Márton formó parte de la selección de Hungría.

## Obras
- Fancsikó és Pinta, relatos, 1976 — Manojo de escritos
- Pápai vizeken ne kalózkodj, relatos, 1977
- Termelési-regény. Kisssregény, novela breve, 1979
- Introducción a la literatura:
  - Függő, 1981
  - Ki szavatol a lady biztonságáért?, 1982
  - Kis Magyar Pornográfia, 1984 — Pequeña pornografía húngara, Alfaguara, 1992
  - A szív segédigéi, 1985 — Los verbos auxiliares del corazón, Alfaguara, 1999
  - Bevezetés a szépirodalomba, 1986
- Daisy, "ópera semiseria en un acto", 1984
- Fuharosok, 1983
- Tizenhét hattyúk, 1987, bajo el pseudónimo de Lili Csokonai
- A kitömött hattyú, ensayos, 1988
- Biztos kaland,  en colaboración con Balázs Czeizel, 1989
- Hrabal könyve, 1990 — El libro de Hrabal,  trad.: Judith Xantus; Edicions 62, 1993
- Az elefántcsonttoronyból, no ficción, 1991
- A halacska csodálatos élete, no ficción, 1991
- Hahn-Hahn grófnő pillantása, 1992 — La mirada de la condesa Hahn-Hahn. Bajando por el Danubio, trad.: Judith Xantus; Alianza, 2001
- Élet és irodalom, publicada junto con Jegyzőkönyv de Imre Kertész, 1993 — Vida y literatura en una Una historia: dos relatos, que contiene asimismo el relato Expediente de Imre Kertész, Galaxia Gutenberg, 2005
- Amit a csokornyakkendő-ről tudni kell..., 1993
- A vajszínű árnyalat, libro de fotografía, coautor András Szebeni, 1993
- Egy kékharisnya följegyzéseiből, no ficción 1994
- Búcsúszimfónia – A gabonakereskedő, comedia en tres actos, 1994
- Egy nő, 1995 — Una mujer, trad.: Judith Xantus; Alfaguara, 2001
- Egy kék haris, no ficción 1996
- Irene Dische, Hans Magnus Enzensberger, Michael Sowa: Esterházy: Egy házi nyúl csodálatos élete, traducido, transcrito y desordenado por Esterházy, 1996
- Harmonia caelestis, 2000 — Armonías celestiales, Galaxia Gutenberg, 2003
- Javított kiadás, 2002 — Versión corregida, trad.:  Maria Szijj; Galaxia Gutenberg, 2005
- A szabadság nehéz mámora, selección de ensayos y artículos, 2003
- Semmi művészet, 2008 — Sin arte, trad.: Adan Kovacsics; Acantilado, 2010
- Esti, 2010
- Egyszerű történet vessző száz oldal - a kardozós változat, 2013
- Egyszerű történet vessző száz oldal - a Márk változat, 2014
- A Bűnös, 2015
- Hasnyálmirigynapló, 2016

## Premios y reconocimientos
- Medalla del Círculo Mikes Kelemen (1980, Holanda)
- Premio Aszú 1981 (revista literaria Mozgó Világ)
- Premio Füst Milán 1983
- Premio Déry Tibor 1984
- Premio József Attila 1986
- Premio Örley Prize 1986 [con Nádas Péter]
- Premio Vilenica 1988 (Eslovenia)
- Premio al libro del año 1990
- Premio Krúdy Gyula 1990
- Premio de la Fundación Soros 1992
- Caballero de la Orden de las Artes y las Letras (1992, Francia)
- Premio de Poesía del Festival Literario de Roma 1993
- Premio Radioteatro 1993 (Radio Húngara)
- Premio Prensa Libre 1994
- Oficial de la Orden de las Artes y las Letras (1994, Francia)
- Premio de la Fundación Soros 1995
- Premio Bjørnson 1995 (Noruega)
- Premio de la Fundación Húngara Müvészetért 1995
- Premio Kossuth 1966
- Premio Szép Ernő 1996
- Beca Berliner Wissenshaftkolleg (1996-97)
- Premio Vilenica 1998 (Eslovenia)
- Premio Hombre del Año 1999 (Magyar Hírlap)
- Premio Estatal de Austria 1999
- Premio Literario Húngaro 2001
- Premio Márai 2001
- Premio Herder 2002 (Austria)
- Comendador de la Orden de las Artes y las Letras (2003, Francia)
- Premio de la Paz del Comercio Librero Alemán 2004 (Feria del Libro de Fráncfort)
- Premio Grinzane Cavour 2004 (Italia)
- Premio Pro Europa 2004
- Premio Letterario Internazionale Pablo Neruda 2006
- Premio Angelus 2008 (Wroclaw)